# Dolopus mirus
Dolopus mirus är en tvåvingeart som beskrevs av Daniels 1987. Dolopus mirus ingår i släktet Dolopus och familjen rovflugor. Inga underarter finns listade i Catalogue of Life.